# K'uk' B'ahlam I
K'uk B'alam I (31 marzo 397 – 435) è stato il fondatore della dinastia nella città Maya di Palenque.
Fondò la dinastia l'11 marzo, 431. Sua moglie fu Tz'akb'u Ajaw.